# إستوديوات القرن العشرين

شاشة توقف تمهيدية سابقة لنيوز كوربوريشن

إستوديوهات القرن العشرين (بالإنجليزية: 20th Century Studios)‏، والمعروفة سابقا باسم فوكس القرن العشرين (بالإنجليزية: 20th Century Fox)‏. هي شركة استوديوهات سينمائية أميركية، وهي واحدة من ستة استوديوهات السينما الأميركية الكبرى. تقع في سنشري سيتي في لوس أنجلوس، غرب بيفرلي هيلز. كانت الشركة مملوكة لـ لنيوز كوربوريشن من عام 1984 حتى 2013، ولكن الآن أصبحت إحدى الشركات التابعة لـ ديزني.
الشركة كما نعرفها اليوم، تشكلت في 31 مايو 1935، نتيجة لعملية الدمج بين شركة فوكس فيلم، التي أسسها وليام فوكس في عام 1915، وأفلام القرن العشرين ، التي تأسست في عام 1933 من قبل داريل فرانسيس زانوك وجوزيف م شينك.
وزعت توينتيث سينشوري ستوديوز سلسلة مختلفة من الأفلام الناجحة تجاريا. ومن الممثلات الأكثر شهرة التي خرجت من هذا الاستوديو شيرلي تيمبل. كما تعاقد الاستوديو مع أول نجمة السينما الأفريقية-الأمريكية دورثي داندريج.
في 14 ديسمبر 2017 ، أعلنت شركة والت ديزني عن نيتها الاستحواذ على الاستوديو مع غالبية شركات الترفيه الأخرى المملوكة لشركة تونتي فرست سينتشوري فوكس ، والتي تمت الموافقة عليها من قبل الشركتين في 27 يوليو 2018.
| الترتيب | العنوان                                            | السنة | إجمالي شباك التذاكر |
| ------- | -------------------------------------------------- | ----- | ------------------- |
| 1       | أفاتار                                             | 2009  | $2,787,965,087      |
| 2       | تيتانيك                                            | 1997  | $2,186,772,302      |
| 3       | حرب النجوم: تهديد الشبح                            | 1999  | $1,027,044,677      |
| 4       | العصر الجليدي: ظهور الديناصورات                    | 2009  | $886,686,817        |
| 5       | العصر الجليدي: تباعد القارات                       | 2012  | $877,244,782        |
| 6       | حرب النجوم الجزء الثالث: انتقام السيث              | 2005  | $848,754,768        |
| 7       | يوم الاستقلال                                      | 1996  | $817,400,891        |
| 8       | ديدبول                                             | 2016  | $783,112,979        |
| 9       | حرب النجوم                                         | 1977  | $775,398,007        |
| 10      | رجال-إكس: أيام المستقبل الماضي                     | 2014  | $747,862,775        |
| 11      | بزوغ كوكب القردة                                   | 2014  | $710,644,566        |
| 12      | العصر الجليدي: الذوبان                             | 2006  | $660,940,780        |
| 13      | حرب النجوم الجزء الثاني: هجوم المستنسخين           | 2002  | $649,398,328        |
| 14      | المريخي                                            | 2015  | $630,161,890        |
| 15      | كيف تروض تنينك                                     | 2014  | $621,537,519        |
| 16      | لوغان                                              | 2017  | $616,225,934        |
| 17      | حياة باي                                           | 2012  | $609,016,565        |
| 18      | آل كروودز                                          | 2013  | $587,204,668        |
| 19      | ليلة في المتحف                                     | 2006  | $574,480,841        |
| 20      | اليوم بعد الغد                                     | 2004  | $544,272,402        |
| 21      | حرب النجوم الجزء الخامس: الإمبراطورية تعيد الضربات | 1980  | $547,969,004        |
| 22      | رجال-إكس: نهاية العالم                             | 2016  | $543,934,787        |
| 23      | العائد                                             | 2015  | $532,950,503        |
| 24      | أل سيمبسون                                         | 2007  | $527,071,022        |
| 25      | كونغ فو باندا 3                                    | 2016  | $521,170,825        |

## وصلات خارجية
- إستوديوهات القرن العشرين على موقع IMDb (الإنجليزية)
- إستوديوهات القرن العشرين على موقع IMDb (الإنجليزية)
- إستوديوهات القرن العشرين على موقع IMDb (الإنجليزية)
- إستوديوهات القرن العشرين على موقع الموسوعة البريطانية (الإنجليزية)
- إستوديوهات القرن العشرين على موقع قاعدة بيانات برودواي على الإنترنت (الإنجليزية)
- الموقع الرسمي